# Der Butterwegge

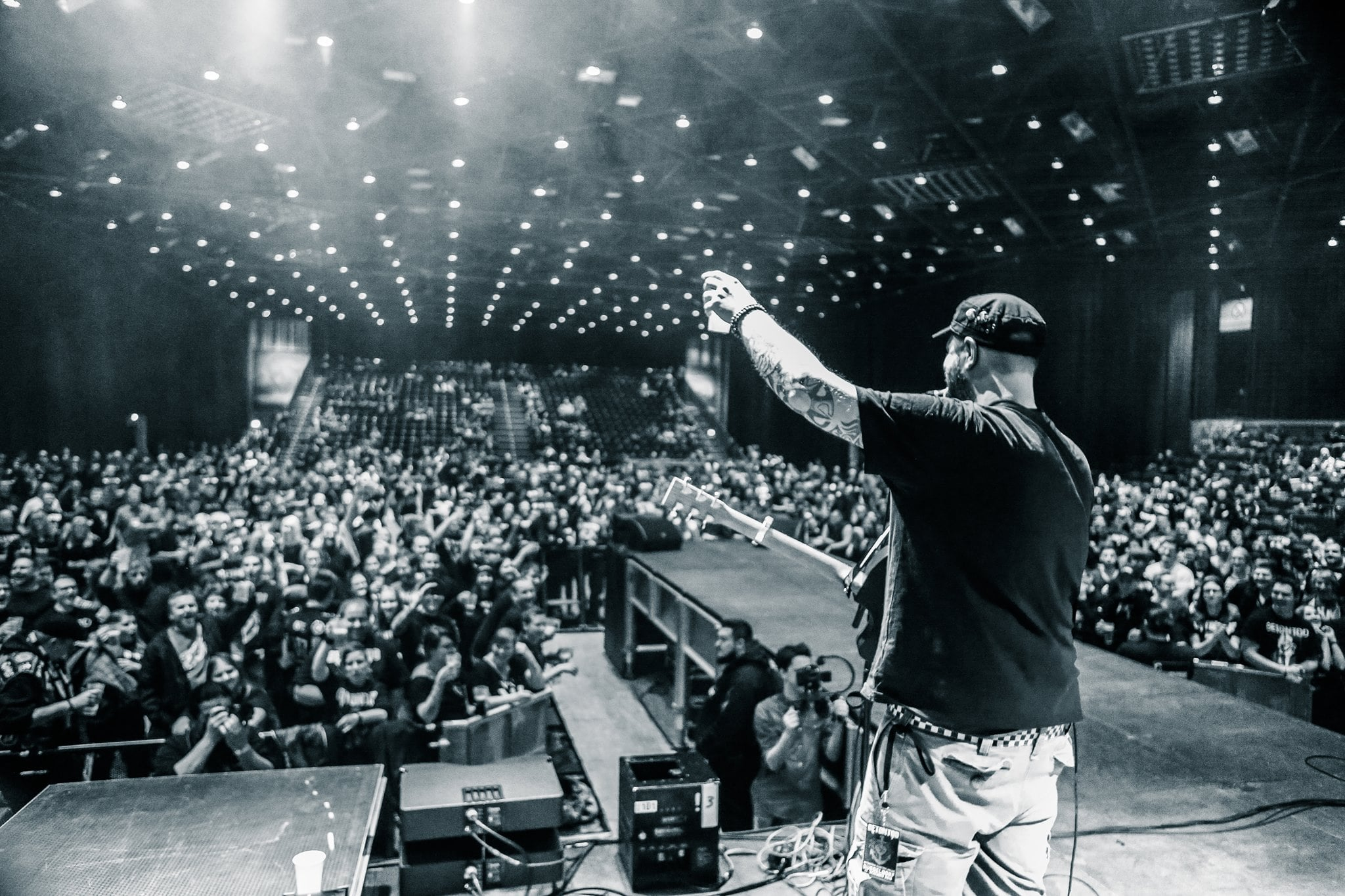
Auftritt in der Mitsubishi Electric Halle 2017

Der Butterwegge, bürgerlich Carsten Butterwegge (* 10. August 1973 in Duisburg), ist ein deutscher Musiker, Musikproduzent und Politiker, der für Die PARTEI antritt.

## Biografie
Butterwegge wuchs in Duisburg-Beeck auf und ist examinierter Krankenpfleger. In diesem Beruf arbeitete er einige Jahre, bevor er zum Veranstaltungskaufmann umschulte. Er ist Inhaber einer Eventagentur und der Künstleragentur Harten Hund Booking.
Seit 2015 tritt er unter dem Künstlernamen Der Butterwegge live auf und veröffentlichte vier Alben. Butterwegge bezeichnet sich als Erfinder des Alko-Pop, womit eher die Texte als die Musik gemeint sind. Des Weiteren singt Butterwegge über alltägliche Dinge und bezieht in seinen Songs politische Stellung, unter anderem gegen Rassismus und Ausgrenzung. Musikalisch bewegt er sich zwischen Folk, Punk, Rock und Liedermacher. Er tritt mit Band und solo auf.
Regional wurde Butterwegge durch das Lied Deine Wellen bekannt, das einige Male im Stadion bei Heimspielen des MSV Duisburg gespielt wurde. Überregional bekannt wurde er durch sein Video Auf Asche, welches am 4. März 2018 in der Fernsehsendung Zeiglers wunderbare Welt des Fußballs gezeigt wurde, und durch seine Deutschland-Tour mit der Band Betontod. Weitere Auftritte vor großem Publikum fanden bei den Festivals Open Flair, Olgas Rock, Ruhrpott Rodeo und Punk im Pott statt.
Neben der Musik vollzieht Butterwegge freie Trauungen und engagiert sich in der Politik. Er war Geschäftsführer der Fraktion der PARTEI im Stadtrat von Moers und kandidierte 2021 für den Bundestag. Butterwegge lebt mit seiner Lebensgefährtin und seinen zwei Kindern in Moers.

## Diskografie
- Deine Wellen (2015, Maxi-CD, bei Weird Sounds (Membran), 3 Tracks)
- Liebe – Lyrik – Alkohol (2016, CD und MP3, bei Weird Sounds (Membran), 14 Tracks)
- Auf Asche (2018, CD und MP3, bei Weird Sounds (Membran), 10 Tracks)
- Super Optimiert (2020, CD und MP3, bei Weird Sounds (Membran), 12 Tracks)
- Die Scheibe (2021, Vinyl-LP und MP3, bei Weird Sounds (Membran), 11 Tracks, Best-of Album)
- Butterbande (2022, CD und Vinyl-LP, bei Weird Sounds (Membran), 14 Tracks)
- Alle drehen durch (2024, CD und Vinyl-LP, 13 Tracks)